# Cenisio
Cenisio – stacja  metra mediolańskiego linii M5. Znajduje się na via Cenisio w Mediolanie. Stacja zlokalizowana jest pomiędzy przystankami Monumentale i Gerusalemme. Otwarcie nastąpiło w 2015 roku.